# Krautrock
Krautrock je splošno ime za eksperimentalno glasbeno sceno, ki se je pojavila v poznih 60. letih 20. stoletja in je pridobivala na priljubljenosti skozi 70. leta, še posebno v Združenem kraljestvu. Predvsem BBC-jevemu DJ-u Johnu Peelu gre zasluga za širjenje slovesa krautrocka zunaj nemško govorečega sveta.

## Izvor izraza
Izraz krautrock je bil uvodoma mišljen komično. Skoval ga je glasbeni tisk Velike Britanije (npr. New Musical Express in Melody Maker), nato pa se je izraz hitro in navdušeno razširil v podzemlje. Beseda krautrock izvira iz nemške besede »der Kraut«, ki se je uporabljala za poimenovanje Nemcev v drugi svetovni vojni - ironično ameriško ime za Nemce. Kot je običanja praksa pri označbah glasbenih žanrov, je bilo le malo glasbenih skupin, ki so se želele opredalčkati - ostale so se večinoma izogibale uporabi izraza.
Knjiga z naslovom Krautrocksampler avtorja Juliana Copea (splošno pojmovana kot dogmatična začetnica te teme) meni, da je krautrock subjektiven britanski fenomen, saj je zasnovan na načinu, po katerem je glasba prišla v Veliko Britanijo, ne pa na dejansko glasbeno sceno Zahodne Nemčije, iz katere je izšel. Na primer: ena izmed skupin, prvotno uvrščenih pod krautrock, Faust, je posnela izvorno 12-minutno skladbo z naslovom Krautrock, a se je kasneje oddaljila od termina:
... ko so Britanci začeli govoriti o krautrocku, smo mislili, da se le delajo norca ... in ko slišim o t. i. krautrock renesansi, si mislim, da je bilo vse, kar smo naredili, zaman.— The Wire 275, Jan. 2007, 20.

## Krautrock skupine in ustvarjalci
- Agitation Free
- Amon Düül (1 und 2)
- Ash Ra Tempel
- Birth Control
- Brainticket
- Can
- Cluster
- David Bowie
- Edgar Froese
- Eloy
- Embryo
- Epitaph
- Faust
- Frumpy
- Manuel Göttsching
- Michael Rother
- Grobschnitt
- Guru Guru
- Jean Ven Robert Hal
- Harmonia
- Hoelderlin
- Ihre Kinder
- Jane
- Karthago
- Kraan
- The Cosmic Jokers
- Kraftwerk
- La Düsseldorf
- Nektar
- Neu!
- Novalis
- Organisation
- Percewood’s Onagram
- Popol Vuh
- Conrad Schnitzler
- Eberhard Schoener
- Klaus Schulze
- Walter Wegmüller
- Sahara
- Tangerine Dream
- Thirsty Moon
- Wallenstein